# Cem vistas de Edo
Cem vistas de Edo (名所江戸百景, Meisho Edo Hyakkei) é uma série de gravuras produzidas pelo pintor japonês Utagawa Hiroshige entre 1856 e 1858. Apesar do título da obra, que indica una quantidade de 100 gravuras, na realidade são 119 os trabalhos, confeccionados todos por intermédio da técnica de xilogravura (gravação em madeira). A colecção pertence ao estilo ukiyo-e, um género versando temas populares e destinado à classe média urbana japonesa que se desenvolveu durante o Período Edo (1603 - 1868). Algumas das estampas foram finalizadas pelo seu discípulo, Utagawa Hiroshige II, que durante algum tempo assinou com este pseudónimo algumas das suas obras e que era também filho adoptivo do mestre.

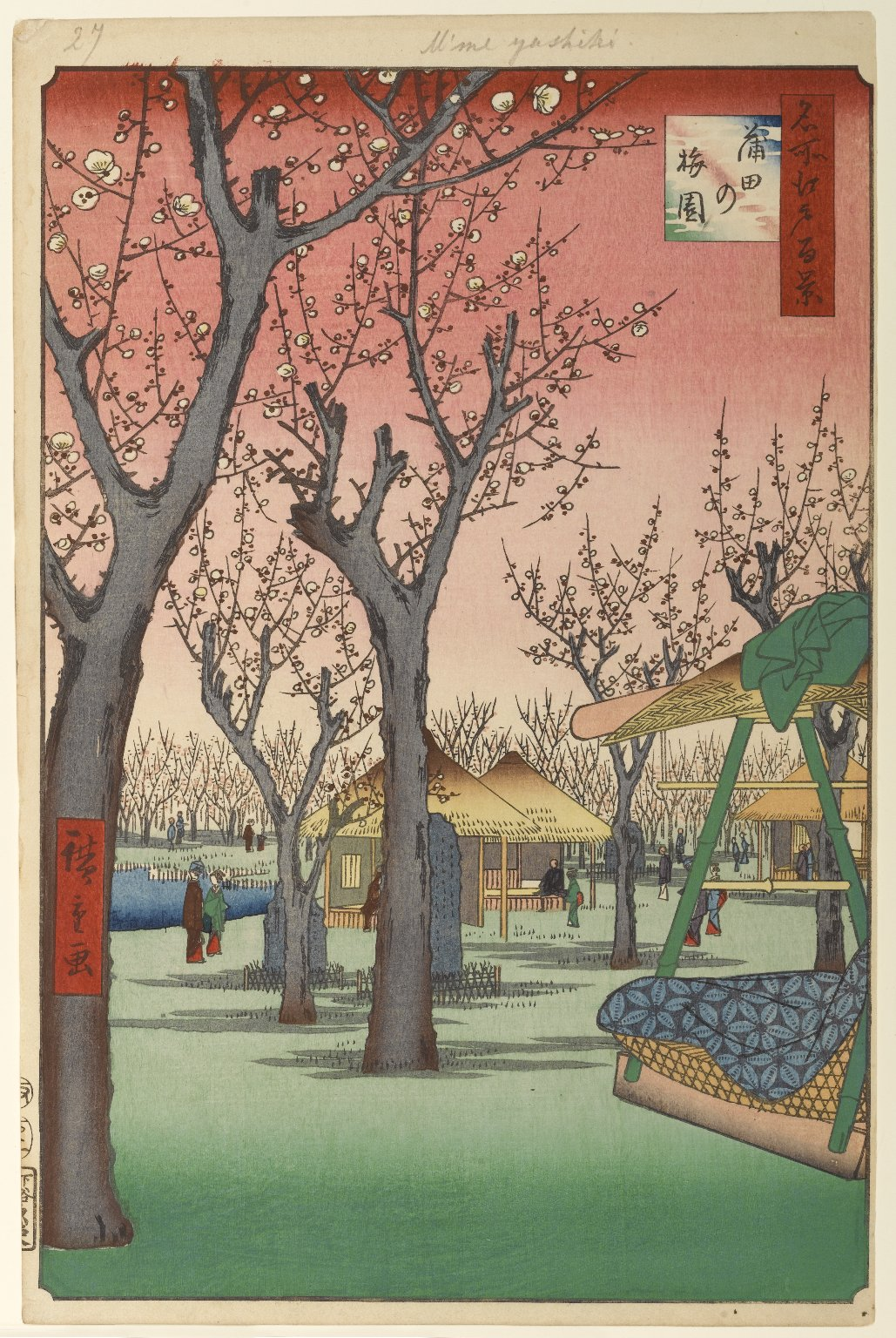
Jardim de ameixas em Kamada (1857), da série Cem vistas famosas de Edo, por Utagawa Hiroshige.

Hiroshige foi um grande paisagista, um dos melhores do seu tempo, plasmando em imagens de forma lírica e emotiva os lugares mais belos e conhecidos do Japão, especialmente da sua capital, Edo, actualmente Tóquio. Nesta série de obras apresentou os lugares mais emblemáticos da cidade, recentemente reconstruída após o terramoto devastador de 1855. Hiroshige não mostrou os efeitos da destruição, mas sim uma forma idealizada e optimista da urbe, pretendendo infundir à população um estado de espírito e jovialidade e vitalidade. Ao mesmo tempo, a série oferecia ao público uma perspectiva de actualidade, de periódico onde vislumbrar as novidades da reconstrucção da cidade. As estampas apresentam também cenas sociais, rituais e costumes da população local, juntando à paisagem a descrição pormenorizada de pessoas e diversos ambientes locais.

## História

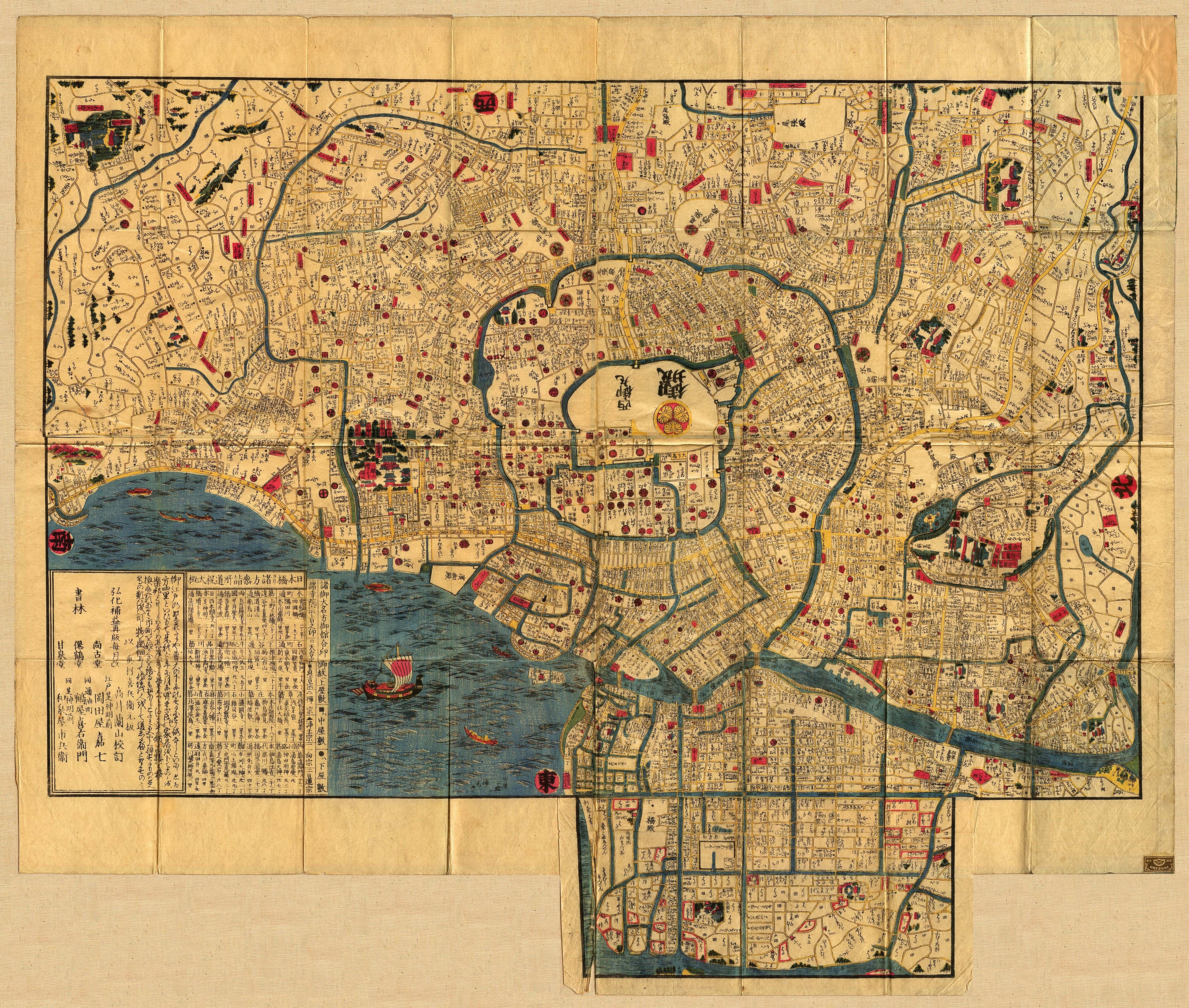
Mapa de Edo (até 1840).

Durante o período Edo, o Japão foi pelos xogums da família Tokugawa, que fechou o país a todo o contacto exterior, o sakoku: os cristiãos foram perseguidos e os comerciantes europeus expulsos. Este período marcou uma era de paz e prosperidade após as guerras civis ocorridas durante os séculos XV e XVI: entre 1573 e 1603, o Período Azuchi-Momoyama, ocorreu a unificação do país pela força deOda Nobunaga, Toyotomi Hideyoshi e Tokugawa Ieyasu, que eliminaram os daimyō (senhores da guerra de origem feudal) e criaram um estado centralizado. A capital estabeleceu-se em Edo (江戸, significando estuário), o nome pelo qual anteriormente a cidade de Tóquio era denominada, que cresceu com grande rapidez, especialmente após a sua recuperação do grande incêndio de Meireiki, 1657, que a destruiu quase por completo. Em 1725 era a cidade mais populosa do mundo, habitada por mais de um milhão de pessoas. No momento da publicação da série de Hiroshige, existiam quase dois milhões de recenseados numa superficie rondando os 80 km² de extensión.
Edo converteu-se num núcleo albergando uma classe média próspera, embora coexistindo com o sistema de vassalagem, proliferou o comércio e o artesanato, criando uma classe burguesa que cresceu em poder e influência, e que fomentou as artes, especialmente gravuras, cerâmica, laca e produção têxtil. Assim, deu-se um grande desenvolvimento na produção de gravuras em madeira, surgindo uma importante indústria especializada em textos ilustrados e estampas. De início gravava-se em tinta negra (sumi-e) sobre papel colorido à mão, mas em meados do século XVIII surgiu a impressão a cor (nishiki-e).

## Estilo

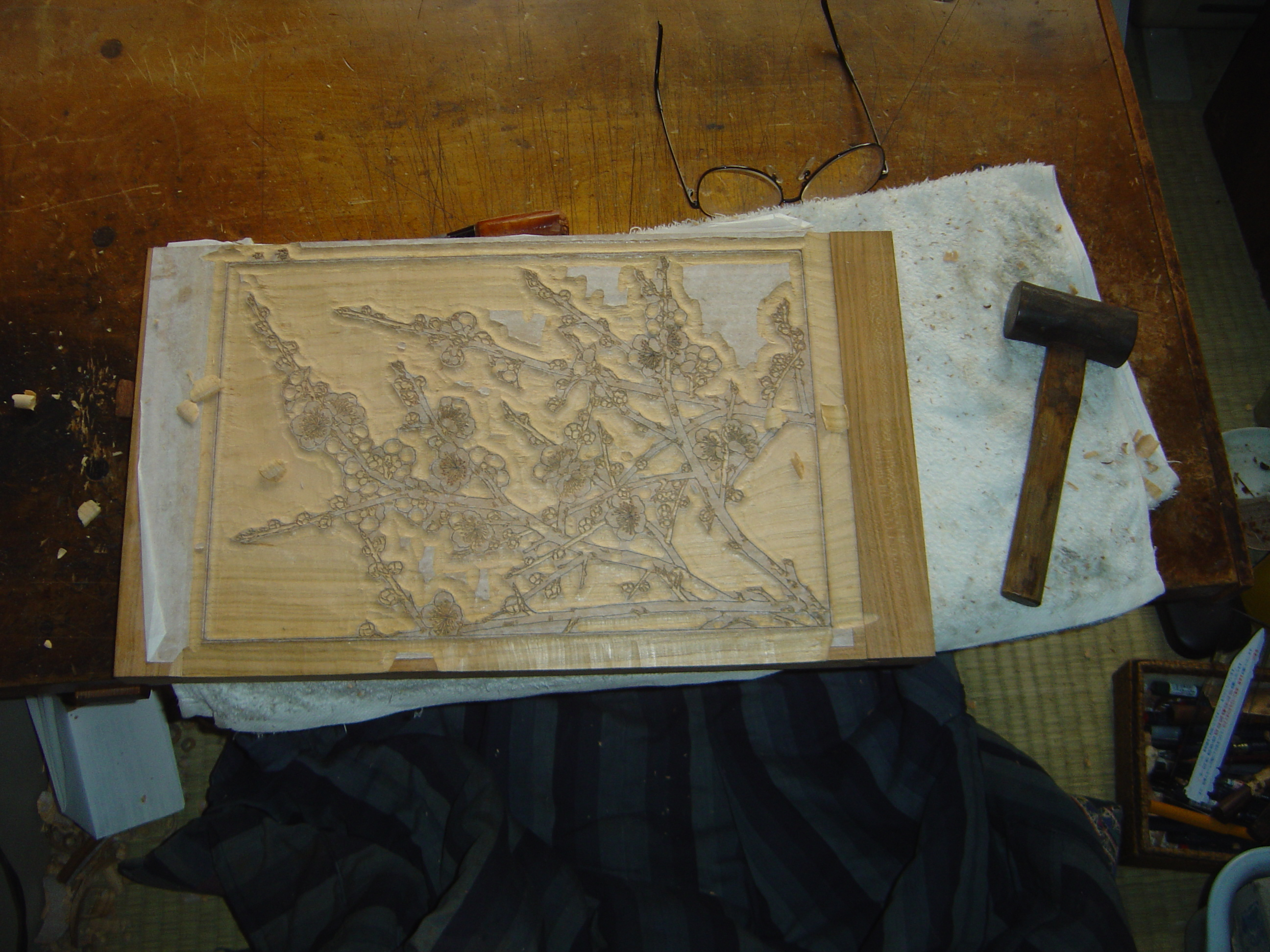
Blocos de madeira para a elaboração de uma xilogravura estilo ukiyo-e.

A escola ukiyo-e (浮世絵, «estampas do mundo flutuante») destacou-se pela representación de tipos e cenas populares. Desenvolvido em torno da técnica de gravura – principalmente xilogravura –, foi um estilo de corte laico e pleu, eminentemente urbano, que se inspirou em temas anedóticos e cenas de género conferindo-lhes um lirismo e beleza extraordinárias, com uma sensibilidade sutil e um gosto refinado de grande modernidade. Com a chegada da paz após as guerras civis e com uma classe burguesa enriquecida nas grandes cidades — principalmente em Edo —, a nova prosperidade traduziu-se num aumento das aquisições de arte, especialmente das estampas que retratavam a vida urbana e os ambientes de ócio e entretenimento: casas de chá, geishas, actores de kabuki, lutadores de sumo, etc. Foi uma época lúdica, onde se valorizava o lazer, a diversão e o relaxamento, e todos os prazeres da vida. A sensação de flutuar numa nuvem, de deixar-se levar pelo prazer, marcou o sentimento de hedonismo que aflorou no povo, daí o nome ukiyo-e: «estampas do mundo flutuante». Este estilo alcançou grande êxito entre as classes médias de Edo, que consumiam com avidez as estampas que retratavam de forma simples e divertida, mas também artística e estética, a cidade, os ambientes e as pessoas que conheciam e que lhes eram do agradado.
O seu fundador foi Hishikawa Moronobu, a quem se seguiram figuras como Okumura Masanobu, Suzuki Harunobu, Isoda Koryūsai e Torii Kiyonobu, fundador da escola Torii. Vários artistas especializaram-se na reprodução dos actores do teatro popular japonês kabuki –yakusha-e (役者絵, «quadros de actores»)–, entre eles Torii Kiyomasu, Torii Kiyomitsu e, sobretudo, Tōshūsai Sharaku. Outro género bastante comum foi o bijin-ga (美人画, «quadros de mulheres formosas»), que representava geishas e cortesãs em actividades íntimas e cenas de tocador, com grande detalhe, principalmente quanto às suas vestes, como se observa na obra de Torii Kiyonaga, Kitagawa Utamaro e Keisai Eisen. Outra variante foi o shunga (春画, «estampas primaveris»), de conteúdo explícitamente erótico. O paisagismo foi introducido por Utagawa Toyoharu, fundador da escola Utagawa, a que pertenceu Hiroshige, que aplicou a perspectiva ocidental à paisagem japonesa, seguido pelo excepcional Katsushika Hokusai.

## O autor
Utagawa Hiroshige (歌川広重) (1797-1858) foi um dos últimos e melhores representantes da escola ukiyo-e. Discípulo de Utagawa Toyohiro, iniciou-se nos géneros yakusha-e e bijin-ga, posteriormente especializando-se em paisagismo, generalmente editando em formato de gravura. Também aprendeu os estilos das escolas Kanō y Maruyama-Shijō. O seu estilo caracterizou-se por um grande realismo e pelo retratar da vida quotidiana e das classes populares, assim como pela grande sensibilidade na representação da atmosfera nas suas obras e pela representação em imagens de estados de ânimo. Sabia captar de forma magistral a luz de diferentes horas do dia, e as mudanças introduzidas na natureza pelo decurso das estações do ano. Representava a natureza de uma forma lírica e evocadora, com um certo romantismo e com uma grande sensibilidade para revelar a sua beleza efémera. Amiúde introduzia poemas nas suas imagens – com uma caligrafia delicada –, reflexo da sua excelente formação tanto literária como artística. Trabalhou preferencialmente em séries de gravuras, como as As Cinquenta e Três Estações da Tōkaidō (1833), Vistas de Kyōto (1834) e As Sessenta e Nove Estações da Kisokaidō (1839). Ao longo de toda a sua vida realizou cerca de 5.400 xilogravuras, que fizeram com que fosse considerado um mestre indiscutível do ukiyo-e.

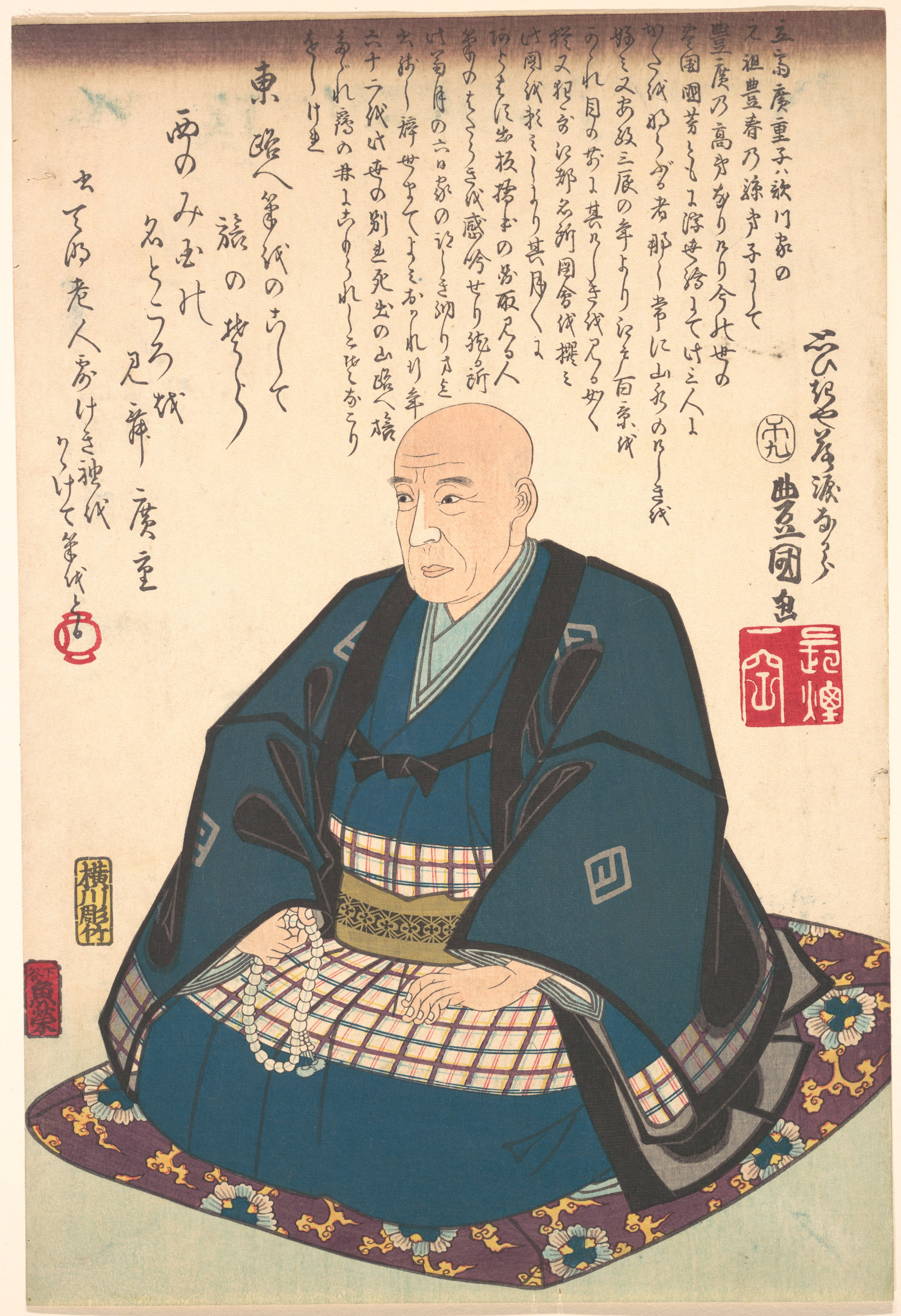
Retrato póstumo em memória de Hiroshige, pintado pelo seu amigo, o também pintor, Utagawa Kunisada.

As estampas de Hiroshige tiveram um óptimo acolhimento no Ocidente – aonde surgiu a moda do japonismo –, sendo uma influência na obra de vários artistas: como está evidenciado em algumas obras da década de 1870 de James Abbott McNeill Whistler, como Thames set ou Pinturas nocturnas. Também impressionou em larga medida o pintor neerlandês Vincent van Gogh, que copiou várias obras de Hiroshige, como Japonaiserie: A Ponte Debaixo de Chuva (1887) – cópia de A Ponte Ōhashi em Atake debaixo de Aguaceiro Repentino– e  Japonaiserie: Ameixeira em Flor (1887) – cópia de Jardim de Ameixeiras em Kameido–. Van Gogh chegou a afirmar em 1888: «com olhos japoneses vê-se mais; sente-se a color de um modo diferente». A obra de Hiroshige foi também amplamente difundida pela revista Le Japon Artistique (1888-1891), editada por Samuel Bing.